# Демократичні соціалісти Америки
Демократичні соціалісти Америки (ДСА, англ. Democratic Socialists of America) — американська громадсько-політична організація, заснована 1982 року. Об'єднала прихильників ідей демократичного соціалізму, активістів робітничого руху і представників лівого крила соціал-демократів.

## Створення
У 1982 році Майкл Гарінгтон, який опублікував ще в 1962 році книгу «Інша Америка» про проблеми бідних в одній із найбагатших країн світу, домігся об'єднання двох невеликих соціалістичних організацій, які виросли з американського антивоєнного руху — Організаційного комітету демократичних соціалістів (DSOC — осколок колишньої Соціалістичної партії Америки, що стояв на лівих позиціях, але орієнтувався на роботу всередині Демократичної партії) і Нового американського руху (NAM — коаліції інтелектуалів із числа «нових лівих», феміністок і колишніх членів соціалістичної та комуністичної партій). Головними цілями нової організації Гарінгтон вважав вплив на Демократичну партію зліва і припинення міжусобної боротьби соціалістів. Девізом молодий організації став слоган «Ліве крило можливе».
При заснуванні в ДСА увійшло 5000 членів DSOC і 1000 членів NAM, а співголовами нової організації були обрані Майкл Гарінгтон і Барбара Еренрайх. Віце-президентами організації були Корнел Вест, Ноам Чомскі, Глорія Стайнем, Френсіс Фокс Півен, Едвард Аснер і член Палати представників Рон Делламс, який у 1971 році став першим соціалістичним конгресменом з часів Віктора Бергера на початку XX століття.

## Діяльність

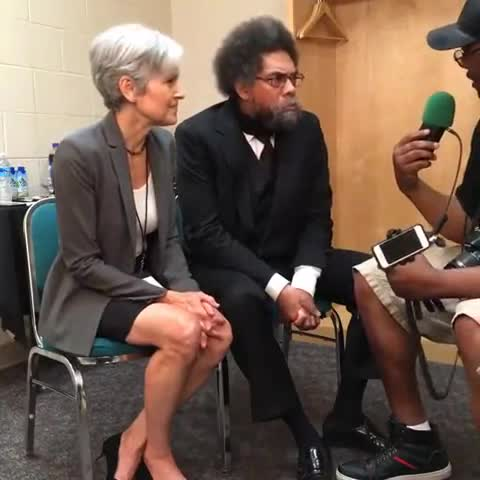
Джилл Стайн і Корнел Вест, який підтримав її кандидатуру на президентських виборах 2016 року.

ДСА бачить себе як широку ліву організацію, що включає різноманітні тенденції: від соціал-демократичних і реформістських до екосоціалістичних, революційно-соціалістичних, лібертарно-соціалістичних та комуністичних. Більшість її членів поділяють антикапіталістичні та марксистські ідеї, хоча самовизначення «демократичні соціалісти» може охоплювати спектр від прихильників ліволіберальної політики у стилі «Нового курсу» Франкліна Рузвельта до троцькістів.
ДСА виступають проти капіталізму, патріархату, агресивних воєн, фашизму та расизму. Їхні активісти беруть участь у профспілковому русі, боротьбі за трудові права та мінімальну оплату праці в $15 на годину, вимагаючи демократичного контролю трудящих над власними робочими місцями. Звідси ідеал ДСА громадських форм власності, включаючи робітничі кооперативи. Серед пріоритетів ДСА — боротьба за загальну безкоштовну освіту і медичне обслуговування. Демократичні соціалісти Америки підтримують соціалістичний фемінізм і права ЛГБТ.
ДСА публікує журнал Democratic Left — щоквартальний дайджест новин і аналітики. Студентським крилом організації виступають Молоді демократичні соціалісти Америки (Young Democratic Socialists of America, YDSA).
Демократичні соціалісти Америки на президентських виборах зазвичай підтримували прогресистських або ліберальних кандидатів від Демократичної партії, включаючи Волтера Мондейла, Джессі Джексона, Джона Керрі, Барака Обаму і Берні Сандерса, а в 2000 році — кандидата Партії зелених Ральфа Нейдера.

## Друге дихання

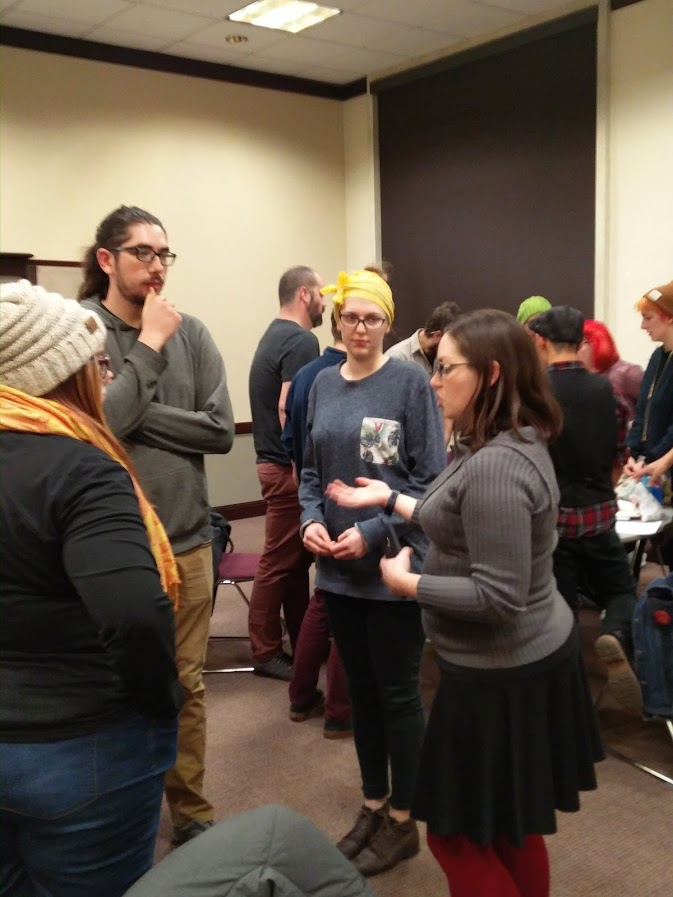
Молоді активісти на організаційних зборах ДСА (Університет штату Айдахо в Бойсі, грудень 2017).

Протягом десятиліть соціалістична ідеологія займала маргінальне становище в політичних процесах США, але помітна зміна ситуації відбулася в ході попередніх виборів Демократичної партії в 2016 році, коли сенатор Берні Сандерс, який відкрито називає себе демократичним соціалістом, виявився головним суперником безумовного кандидата партійного істеблішменту — Хілларі Клінтон. Зокрема, в ході праймеріз в Айові, де вони проводяться у формі кокусів, екзит-поли показали, що Сандерс отримав підтримку 84 % виборців у віці від 17 до 29 років, 58 % виборців, які характеризували себе «вкрай ліберальними» за переконаннями, і 57 % тих, що заробляють менше 30 тис. доларів у рік.
У серпні 2017 року відбувся національний конвент ДСА, в ході якого більшість із 700—800 делегатів, які представляли 25 тис. зареєстрованих членів організації, проголосували за вихід із Соціалістичного інтернаціоналу, оскільки низка партій, що входять до нього, прийняли і проводять самі неоліберальну політику (зокрема, СДПН, СП Франції, Інституційно-революційна партія Мексики, Індійський національний конгрес, грецька ПАСОК).
Приплив нових членів в організацію посилився після перемоги Дональда Трампа на виборах. До кінця 2017 року членство зросло до 32 000. Станом на липень 2018 року в ДСА вже було 47 000 членів, а кількість місцевих осередків збільшилася з 40 до 181. При цьому середній вік членів становив 33 роки, в порівнянні з 68 в 2013 році. На виборах 2017 року в 13 штатах у місцеві органи влади було обрано 15 активістів ДСА (на додачу до вже 12 обраним), включаючи Лі Картера в Генеральній асамблеї Вірджинії. В 2018 році на праймеріз кандидатів від Демократичної партії в Палату представників США по одному з округів в Нью-Йорку 28-річна активістка ДСА Александрія Окасіо-Кортес несподівано перемогла поточного голову кокусу Демократичної партії в Палаті представників Джозефа Кроулі.